# Vrčice
Vrčíce je naselje v Sloveniji.